# 羅賓·布什
波琳·罗宾逊·“罗宾”·布什（英語：Pauline Robinson "Robin" Bush，1949年12月20日—1953年10月11日），是美国第41任总统乔治·赫伯特·沃克·布什与第一夫人的第二个孩子，也是他们的长女。她还是美国第43任总统小布什的妹妹，前佛罗里达州州长杰布·布什的姐姐。
布什出生后不久，全家迁往得克萨斯州居住。她3岁时被确诊白血病晚期，距离4岁生日还有两个月时病重不治。老布什夫妇在长女早夭后成立白血病研究基金会。